# Старобельская волость
Старобе́льская во́лость — историческая административно-территориальная единица Старобельского уезда Харьковской губернии с центром в уездном городе Старобельск.
По состоянию на 1885 год состояла из 23 поселений, 12 сельских общин. Население — 12229 человек (6210 мужского пола и 6019 — женского), 1687 дворовых хозяйства.
|                        | Площадь, десятин | В том числе пахотной, дес. |
| ---------------------- | ---------------- | -------------------------- |
| Сельских общин         | 26322            | 25993                      |
| Частной собственности  | 4678             | 2642                       |
| Казенной собственности | —                | —                          |
| Другой собственности   | 33               | 33                         |
| В целом                | 31033            | 28668                      |

Крупнейшие поселения волости по состоянию на 1885 год:
- Бутов (Васильевский) — бывший государственный хутор, 761 человек, 89 дворовых хозяйств.
- Курячовка — бывшее государственное село при реке Белая, 523 человек, 112 дворовых хозяйств.
- Лиман — бывшая государственная слобода при реке Айдар, 2068 человек, 276 дворовых хозяйств, православная церковь, школа.
- Песчаное — бывшее государственное село, 2221 человек, 260 дворовых хозяйств, православная церковь.
- Подгоровка — бывшая государственная слобода при реке Айдар, 2177 человек, 375 дворовых хозяйств, православная церковь, школа.
- Чмыровка — бывшее государственное село, 1213 человек, 142 дворовых хозяйства, православная церковь.

Крупнейшие поселения волости состоянию на 1914 год:
- село Чмыровка — 3658 жителей;
- село Подгоровка — 1856 жителей;
- село Лиман — 3647 жителей;
- село Верхняя Покровка — 2826 жителей;
- село Курячовка — 1568 жителей.

Старшиной волости был Михаил Семёнович Холодняк, волостным писарем — Иван Никитович Чигикала, председателем волостного суда — Григорий Иванович Цыганков.